# MT Melsungen
Maillots
Actualités
Dernière mise à jour : 5 juin 2025.
Le MT Melsungen (Melsunger Turngemeinde 1861 e.V.) est un club de handball allemand localisé dans la ville de Melsungen dans la Hesse, mais qui joue régulièrement à Cassel. Le club joue depuis la saison 2005-2006 en Bundesliga. Le club atteint à trois reprises la finale de la coupe d'Allemagne et son meilleur résultat en Championnat est une quatrième place en 2016.

## Histoire

### 2.Bundesliga
Le TG Melsungen accède en 2.Bundesliga à l'issue de la saison 1992/1993.
La première saison fut difficile pour le club qui termina onzième, soit premier non relégable mais les saisons suivantes furent plus satisfaisantes puisque que le TGM termina dans la première partie du classement avec notamment une troisième place lors de la saison 1997/1998. Mais après cette remarquable saison, le TG Melsungen retombe à la neuvième place durant la saison 1998/1999.
En 1999, le TG Melsungen fusionne avec un autre club et devient le MSG Melsungen/Böddiger . Si cette fusion ne porte pas ses fruits puisque le club perd à nouveau deux place (11e) lors de la saison 1999/2000, le club parvient ensuite à se hisser de nouveau parmi les premières places avec successivement une sixième place lors de la saison 2000/2001, deux cinquièmes places lors des saisons 2001/2002 et 2002/2003 et une troisième place lors de la saison 2003/2004.
Enfin, le MSG Melsungen/Böddiger parvient à faire une remarquable saison 2004/2005 : avec vingt-neuf victoires, deux nuls et trois défaites, le club est déclaré champion de la poule sud de la 2.Bundesliga et accède ainsi à l’élite.

### Parmi l'élite
En 2005, alors que le club va faire son entrer en scène en Bundesliga, il devient le MT Melsungen. Pour sa première saison dans l’élite, le club termine sur une satisfaisante douzième place sur dix-huit lors de la saison 2005/2006. Les saisons suivantes, les résultats du club resteront stables terminant au début de la deuxième partie du classement (10e à 13e place).
Si les résultats du club ne sont pas encore extraordinaires, le MT Melsungen réalise quelques performances notables, notamment le 9 décembre 2012 lorsqu'il a battu 29 à 25 le THW Kiel à la Sparkassen-Arena de Kiel, mettant ainsi fin à la série d’invincibilité en championnat du club qui tenait depuis mai 2011.

### Montée en puissance
Alors que le club stagnait dans la 2de moitié de la Bundesliga, le club réussit une très belle saison 2013/2014, conclue par une sixième place. Finalement, conformément aux nouvelles modalités de qualification en coupe d’Europe et au même titre que d’autres clubs européens tels que le club français du Fenix Toulouse, le club reçoit une invitation pour participer pour la première fois de son histoire à une coupe d’Europe, la Coupe de l'EHF masculine 2014-2015. Au 2e tour de qualifications, le club est justement opposé au Fenix Toulouse.

### Parcours
| Saison    | Division     | Place | Coupe d'Allemagne |
| --------- | ------------ | ----- | ----------------- |
| 1991-1992 | Regionalliga | ?     | ?                 |
| 1992-1993 | 2.Bundesliga | 11e   | ?                 |
| 1993-1994 | 2.Bundesliga | 6e    | ?                 |
| 1994-1995 | 2.Bundesliga | 7e    | ?                 |
| 1995-1996 | 2.Bundesliga | 5e    | ?                 |
| 1996-1997 | 2.Bundesliga | 5e    | ?                 |
| 1997-1998 | 2.Bundesliga | 3e    | Premier tour      |
| 1998-1999 | 2.Bundesliga | 9e    | Quatrième tour    |
| 1999-2000 | 2.Bundesliga | 11e   | Troisième tour    |
| 2000-2001 | 2.Bundesliga | 6e    | Cinquième tour    |
| 2001-2002 | 2.Bundesliga | 5e    | Deuxième tour     |
| 2002-2003 | 2.Bundesliga | 5e    | Deuxième tour     |
| 2003-2004 | 2.Bundesliga | 3e    | Premier tour      |
| 2004-2005 | 2.Bundesliga | 1er   | Deuxième tour     |
| 2005-2006 | 1.Bundesliga | 12e   | Cinquième tour    |
| 2006-2007 | 1.Bundesliga | 12e   | Deuxième tour     |
| 2007-2008 | 1.Bundesliga | 10e   | Deuxième tour     |
| 2008-2009 | 1.Bundesliga | 11e   | Troisième tour    |
| 2009-2010 | 1.Bundesliga | 12e   | 1/8 de finale     |

| Saison    | Division     | Place    | Coupe d'Allemagne | Europe                     |
| --------- | ------------ | -------- | ----------------- | -------------------------- |
| 2010-2011 | 1.Bundesliga | 13e      | 1/4 de finale     | -                          |
| 2011-2012 | 1.Bundesliga | 10e      | Troisième tour    | -                          |
| 2012-2013 | 1.Bundesliga | 10e      | Demi-finale       | -                          |
| 2013-2014 | 1.Bundesliga | 6e       | Demi-finale       | -                          |
| 2014-2015 | 1.Bundesliga | 6e       | 2e tour           | C3 : Quart de finale       |
| 2015-2016 | 1.Bundesliga | 4e       | 1/4 de finale     | -                          |
| 2016-2017 | 1.Bundesliga | 7e       | 1/4 de finale     | C3 : 1/4 de finale         |
| 2017-2018 | 1.Bundesliga | 7e       | 1/8 de finale     | -                          |
| 2018-2019 | 1.Bundesliga | 5e       | 1/4 de finale     | -                          |
| 2019-2020 | 1.Bundesliga | 7e       | finaliste (de)    | C3 : Annulée (ph. groupes) |
| 2020-2021 | 1.Bundesliga | 8e       | finaliste (de)    | C3 : 1er tour qual.        |
| 2021-2022 | 1.Bundesliga | e        | 1/4 de finale     | -                          |
| 2022-2023 | 1.Bundesliga | 8e       | 1/8 de finale     | -                          |
| 2023-2024 | 1.Bundesliga | 5e       | finaliste (de)    | -                          |
| 2024-2025 | 1.Bundesliga | en cours | finaliste (de)    | C3 : 4e                    |

1. ↑   C3=Coupe de l'EHF/Ligue européenne
2. ↑  Le Final 4 de la coupe d'Allemagne 2019-2020 a été reporté au 27 et 28 février 2021.

## Palmarès
- Champion d'Allemagne de 2e division (1) : 2005.
- Finaliste de la coupe d'Allemagne en 2020 (de), 2024 (de), 2025 (de)
- Meilleur résultat en 1.Bundesliga : 4e place en 2016
- Meilleur résultat en Coupe d'Europe : 4e place de la Ligue européenne en 2025

## Joueurs célèbres

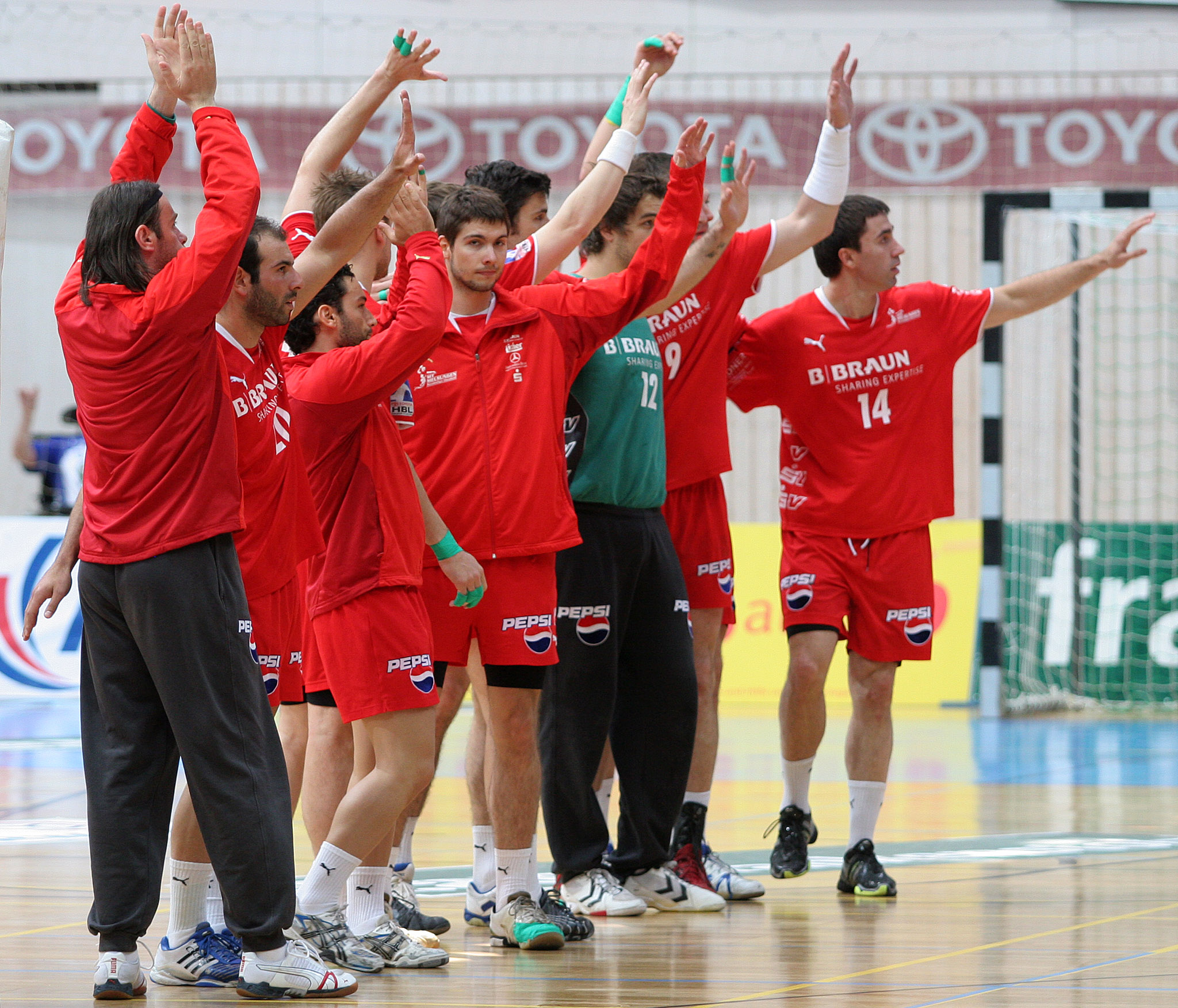
Le MT Melsungen, le 23 mai 2009

- Michael Allendorf : de 2010 à 2022
- Mikael Appelgren : de 2012 à 2015
- Arnar Freyr Arnarsson (de) : depuis 2020
- Jeffrey Boomhouwer (de) : de 2014 à 2018
- Ivan Brouka : de 2005 à 2011
- Alexandre Cavalcanti : depuis 2024
- Felix Danner : de 2009 à 2021
- Zoran Đorđić : de 2005 à 2007
- Alexandru Fölker : de 1989 à 1996
- Johannes Golla : de 2015 à 2018 et à partir de 2026
- André Gomes : de 2021 à 2023
- Heiko Grimm (de) : depuis 2015
- Kai Häfner : de 2019 à 2023
- Silvio Heinevetter : de 2020 à 2022
- Elvar Örn Jónsson (de) : de 2021 à 2025
- Franck Junillon : de 2008 à 2010
- Gleb Kalarash : de 2021 à 2023
- Savas Karipidis (de) : de 2007 à 2013
- Timo Kastening (de) : depuis 2020
- Mario Kelentrić : de 2007 à 2012
- Andrej Klimovets : de 2010 à 2011
- Dainis Krištopāns : depuis 2023
- Daniel Kubeš : de 2012 à 2014
- Julius Kühn : de 2017 à 2024
- Andreï Lavrov : de 2004 à 2005
- Finn Lemke : de 2017 à 2023
- David Mandić (de) : depuis 2022
- Marino Marić (de) : de 2014 à 2022
- Ivan Martinović : de 2022 à 2024
- Rogério Moraes Ferreira : de 2022 à 2025
- Adam Morawski (de) : de 2022 à 2025
- Michael Müller : de 2013 à 2019
- Philipp Müller : de 2013 à 2019
- Alexander Petersson : de 2021 à 2022
- Tobias Reichmann : de 2017 à 2022
- Momir Rnić : de 2014 à 2017
- Per Sandström (de) : de 2011 à 2015
- Jens Schöngarth : de 2009 à 2012
- Johannes Sellin : de 2013 à 2017
- Nebojša Simić (de) : depuis 2017
- Johan Sjöstrand : de 2015 à 2020
- Goran Šprem : de 2006
- Alexandros Vasilakis (de) : de 2009 à 2013
- Nenad Vučković : de 2008 à 2017

## Rothenbach-Halle
La Rothenbach-Halle est la salle du club, situé à Cassel, elle possède une capacité de 4300 places.

## Sponsoring
Le principal sponsor du club est B. Braun, entreprise développant des produits et des services médicaux dont le siège social est à Melsungen.